# وایدهوفن آن در یبس
شهر وایدهوفن آن در یبس (به آلمانی: Waidhofen an der Ybbs) در استان نیدراسترایش با جمعیت ۱۱٬۶۷۱ نفر در کشور اتریش واقع شده‌است.